# Препарандија у Сомбору
Препарандија је грађевина, подигнута као задужбина Георгија Бранковића. Налази се на углу улица Краља Петра I и Венца Радомира Путника у центру Сомбора. Зграда представља непокретно културно добро као споменик културе од великог значаја.

## Здање
Здање је подигнуто 1895. за наставу мушких одељења Српске учитељске школе у Сомбору. Ктитор овог здања, патријарх Георгије Бранковић, био је, између 1859. и 1882, сомборски прота, а између 1862. и 1871. и управник Српске учитељске школе (Препарандије) у Сомбору. Настава у овој згради одвијала се све до 1948. године, а до 1963. овде се налазила вежбаонице Учитељске школе. Здање је 1995. године, одлуком СО Сомбор, враћено Учитељском факултету у Сомбору, једином баштинику некадашње сомборске Препарандије и настављачу дуге традиције образовања учитеља у Сомбору.
Крајем августа 2016. је у процесу реституције здање Препарандије враћено Српској православној цркви те су Галерија и Музеј затворени и исељени.

## Архитектура
Зграду је, претпоставља се, пројектовао Владимир Николић, архитекта патријарха Бранковића који је својим делима дао значајан печат архитектури и урбанизму Сремских Карловаца. Репрезентативни угаони објекат основе у облику латиничног слова „L” има приземље и спрат. Приземље је обрађено у декоративној рустици са високим завршецима на прозорима, док су на првом спрату отвори украшени натпрозорницима у облику тимпанона и балустрадама. Раскошни угаони део полукружне основе завршен куполом, обликован са посебном пажњом, рашчлањен је јонским пиластрима између прозора, украсним картушама, зупчастим венцем и балустрадама. Неоренесансни елементи уклопљени у јединствену целину, чине складно и репрезентативно здање које с једне стране представља значајан пример архитектуре 19. века у Сомбору, док је с друге, резултат тежње пројектанта ка индивидуалном тумачењу историјских стилова. Конзерваторски радови изведени су 1984. године.

## Галерија Саве Стојкова
Након темељне обнове зграде, Педагошки факултет је у приземљу Препарандије, 29. марта 2010. године, поводом 85. рођендана знаменитог сомборског сликара Саве Стојкова, отворио галерију у којој је била изложена његова ретроспективна поставка слика.

## Музеј Педагошког Факултета
Музеј Педагошког факултета у Сомбору је био смештен на спрату здања Препарандије и својом садржином обухватао 232. године историје образовања учитеља у Сомбору, од Мразовићеве „Норме“ (1778-1811), Српске учитељске школе или Препарандије (1812-1920), Државне учитељске школе (1920-1941), Учитељске школе (1944-1974) и Педагошке академије (1974-1993), до Учитељског, односно Педагошког факултета (од 1993, односно 2006. године).
Поставка је садржала бројна вредна изворна документа из XVIII и XIX столећа, раритетна издања старих рукописних и штампаних књига, уџбеника и школских часописа, фотографије, стара учила, портрете знаменитих наставника и ђака, признања и друге вредне експонате, по чему је овај школски музеј био јединствен у Србији. Поставка Музеја је садржала преко 300 експоната.
У сталној поставци Музеја Педагошког факултета налазили су се наслови који сведоче, пре свега, о списатељском раду наставника и ученика сомборске Норме и Препарандије, између 1787. и 1909. године (дела Аврама Мразовића, Николаја Лазаревића, Уроша Несторовића, Николаја Шимића, Аврама Максимовића, Јована Поповића Берића, Димитрија Исаиловића, Павла [Платона] Атанацковића, Василија Булића, Јоакима Вујића, Мојсеја Игњатовића, Адама Драгосављевића, Севастијана Илића, Ђорђа Натошевића, Николе Вукићевића, Мите Петровића, Мите Нешковића, Ђорђа Глибоњског, Војсилава Вука Бакића, Петра Деспотовића и Паје Радосављевића). Међу експонатима су били и примерци уџбеника који су се користили у Норми и Препарандији („Катихизис“ Јована Рајића из 1774, Фелбигерова „Ручнаја књига“ за учитеље, у преводу Тодора Јанковића, из 1776. године, „Буквар“ Павла Соларића из 1812), као и примерак „Совјета здраваго разума“ Доситеја Обрадовића из 1806, те „Писменице србскога језика“ Вука Караџића, из 1814. године. Међу рукописним књигама у поставци су се налазиле оне које су настале према предавањима Аврама Мразовића, с краја XVIII и с почетка XIX века (Реторика, Катихизис, Педагогија или „Ручнаја књига"), као и једна рукописна књига на латинском језику из 1818. године. Збирку су чинили и примерци школских часописа и часописа за младе који су излазили под окриљем сомборске Препарандије („Школски лист“ и „Пријатељ српске младежи"), или су их уређивали наставници ове школе („Голуб"), као и школски извештаји који су, мање или више редовно, штампани од школске 1862/63. до 1913/14. године (међу њима је и дигитално умножен примерак Мразовићевог школског извештаја из 1807. године).
Као посебна драгоценост збирке раритета и старих и ретких књига, био је изложен примерак „Мирослављевог јеванђеља“, штампан као издање краља Србије Александра Обреновића (Беч, 1897), у свега 300 нумерисаних примерака. Примерак књиге, под редним бројем 125, краљ је поклонио Српској учитељској школи у Сомбору.